# Stadion Pod Vardom
Stadion Pod Vardom – stadion piłkarski w Kakanju, w Bośni i Hercegowinie. Obiekt może pomieścić 4568 widzów. Swoje spotkania rozgrywają na nim piłkarze klubu FK Rudar Kakanj.